# Кобяковский сельский округ
Кобяко́вский се́льский о́круг — упразднённая административно-территориальная единица, существовавшая на территории Сасовского района Рязанской области до 2004 г.
Административный центр — село Кобяково.

## История
Сельский округ был упразднён законом Рязанской области от 07.10.2004 № 96-ОЗ. На территории Кобяковского, Каргашинского, Мокринского и Чубаровского сельских округов было образовано одно муниципальное образование — Каргашинское сельское поселение. Административный центр Кобяково утратил свои полномочия. Управление было перенесено в село Каргашино.

## Административное устройство
В состав Кобяковского сельского округа входили 2 населённых пункта:
1. с. Кобяково — административный центр
2. п. Сасовский.